# 日御碕村
日御碕村（ひのみさきむら）は、島根県簸川郡にあった村。現在の出雲市大社町日御碕、大社町宇龍にあたる。

## 地理
- 海洋：日本海[1]　岬：日御碕[1]

## 歴史
- 1889年（明治22年）4月1日、町村制の施行により、神門郡日御碕、宇竜浦が合併して村制施行し、日御碕村が発足[1][2]。
- 1896年（明治29年）4月1日、郡の統合により簸川郡に所属[2]。
- 1905年（明治38年）日御碕郵便局開設[1]。
- 1920年（大正9年）電灯がつく[1]。
- 1929年（昭和4年）日御碕村信用組合設立[1]。
- 1935年（昭和10年）日御碕村信用販売購買利用組合設立[1]。
- 1951年（昭和26年）4月1日、簸川郡大社町、荒木村、鵜鷺村、遙堪村と合併して大社町を新設し廃止された[1][2]。

## 産業
- 漁業、農業[1]。

## 名所・旧跡
- 出雲日御碕灯台（重要文化財）